# Forbrydelser
 Ikke at forveksle med Forbrydelsen.
Forbrydelser er en dansk dogmefilm fra 2004 instrueret af Annette K. Olesen, med manuskript af Kim Fupz Aakeson og Annette K. Olesen. Filmen er den 10. danske dogmefilm instrueret af en kvinde.

## Medvirkende
Blandt filmens medvirkende kan nævnes:
- Ann Eleonora Jørgensen
- Trine Dyrholm
- Nicolaj Kopernikus
- Sonja Richter
- Lars Ranthe
- Henrik Prip
- Jens Albinus
- Kirsten Olesen
- Mette Munk Plum
- Benedikte Hansen